# Fatty's Wine Party
Fatty's Wine Party è un cortometraggio del 1914 diretto da Roscoe Arbuckle.

## Trama
Fatty si fa prestare un dollaro da un amico; incontra poi la ragazza del suo amico, Mabel, che gli si avvicina e lo bacia, visti però in lontananza dall'amico che gli ha prestato il dollaro e da altri due suoi amici. Fatty e Mabel su insistenza della ragazza vanno in un ristorante; arrivano poi i tre amici di prima che ordinano da bere e poi se ne vanno lasciando un conto elevato da pagare a Fatty il quale, non potendo pagare, viene cacciato dal locale.